# Invenzione della radio

## Prime ricerche
Il fisico scozzese James Clerk Maxwell nel 1864 descrisse attraverso un sistema di equazioni differenziali la dinamica dei campi elettrico e magnetico che opportunamente elaborate dimostravano l'esistenza delle onde radio. Heinrich Rudolf Hertz fu il fisico sperimentale che verificò sperimentalmente l'esistenza delle onde. Sia Maxwell sia Hertz non ravvisarono alcuna applicazione tecnologica in tali studi.
Ulteriori sviluppi basati su tali studi portarono all'invenzione della radio: gli oggetti, i processi o le tecniche di informazione. Molti ricercatori nel seguito contribuirono individualmente alla realizzazione di sistemi di comunicazione "senza fili".
Delle due forme base di strutture ree di diffusione senza fili, l'antenna di Hertz era un dipolo di mezza-lunghezza d'onda centro-alimentato. La sistemazione di Hertz per una fonte e ricevitore di onde radio (chiamate arcaicamente onde hertziane in suo onore) comprendeva un sistema radio primitivo capace di emettere e ricevere onde spaziali attraverso spazio libero. La sua trasmittente non era del tutto efficiente ed era limitata fortemente nella potenza in uscita.
Hertz usò le correnti oscillanti smorzate in un'antenna di dipolo, provocata da una scarica capacitiva di scintilla elettrica ad alta tensione, come fonte di onde di radio. Il suo ricevitore negli esperimenti era un'altra antenna di dipolo connessa a una stretta apertura di scintilla. Una piccola scintilla in questa apertura testimoniava la ricezione di un'onda radio. Quando aggiunse riflettori cilindrici dietro alle sue antenne di dipolo, Hertz poteva rilevare onde radio a circa 20 metri dalla trasmittente nel suo laboratorio. Non tentò di trasmettere oltre perché volle provare la teoria elettromagnetica, non sviluppare la comunicazione senza fili.
Hertz sembrò non essere interessato all'applicazione pratica dei suoi esperimenti. Egli affermò che «è di nessun uso ciò che [...] è solo un esperimento che prova che il "Maestro" Maxwell aveva ragione - noi abbiamo solo queste misteriose onde elettromagnetiche che non possiamo vedere a occhio nudo. Ma loro sono là». Avendogli domandato su eventuali sviluppi delle sue scoperte, Hertz rispose, «Non mi aspetto nulla». Hertz affermò anche, «non penso che le onde senza fili che io ho scoperto avranno alcuna applicazione pratica». Hertz morì nel 1894, così l'arte della radio fu consegnata ad altri da perfezionare in una forma utile e pratica. Le sue scoperte sarebbero riprese più tardi da imprenditori che cercavano di farne la loro fortuna. Gli esperimenti di Tesla del 1891, di Bose del [1894] e di Marconi del 1895 si basavano sul lavoro di Hertz (fra altri), usando una fonte a scintilla in quello che divenne noto poi come una trasmittente a spinterometro.

## Il lavoro di Nikola Tesla

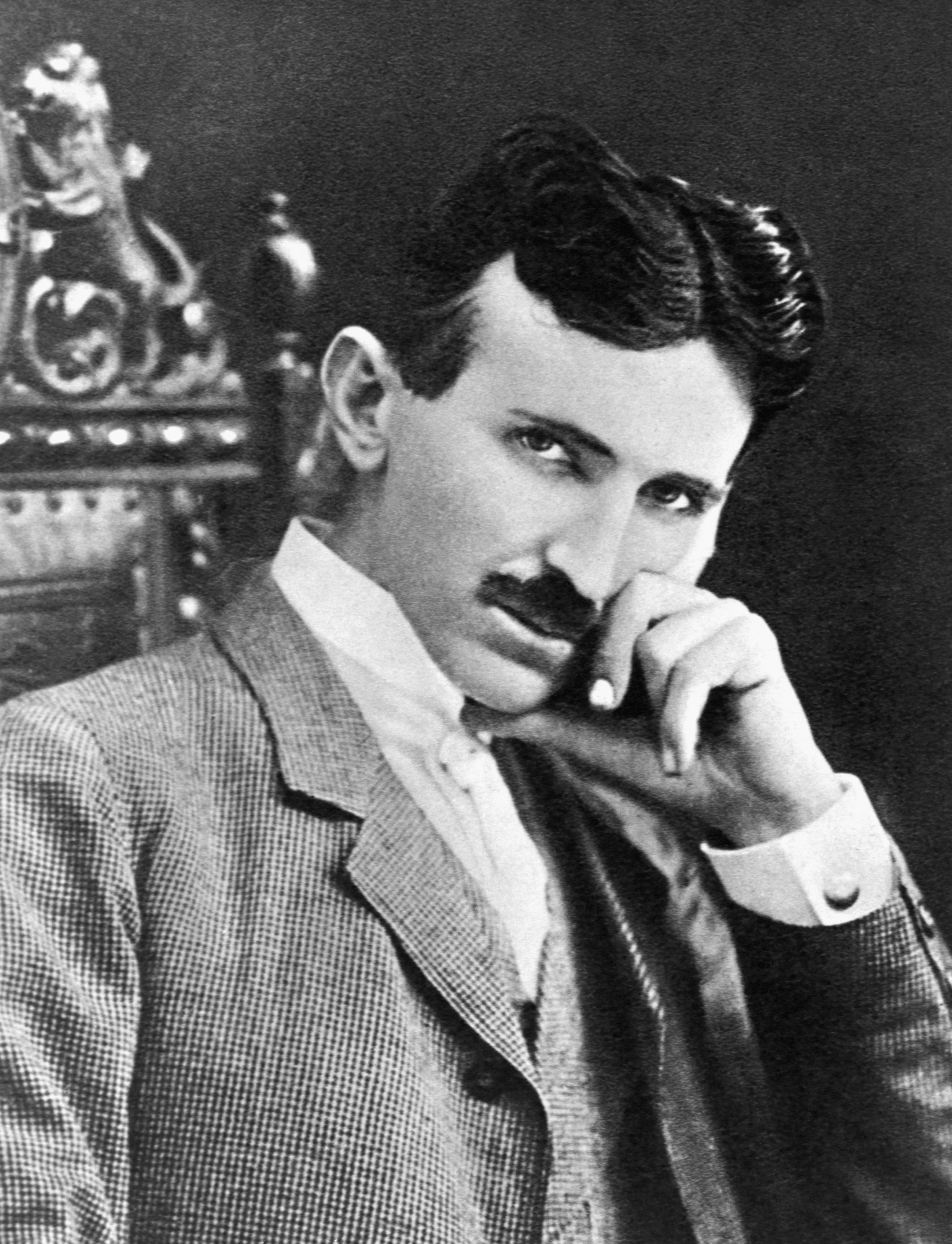
Nikola Tesla: inventore considerato tra i più importanti della storia.

### Generazione di alte frequenze
Nikola Tesla fu uno dei primi a brevettare un mezzo per produrre correnti ad alta frequenza. Il brevetto USA (EN)  US447,920, United States Patent and Trademark Office, Stati Uniti d'America. di Tesla, "Metodo di Azionare Lampade ad Arco" (10 marzo 1891), descrive un alternatore che produceva corrente ad alta-frequenza (per quel periodo di tempo), circa 10.000 cicli al secondo (il termine ciclo-per-secondo fu cambiato più tardi in suo onore con "Hertz"). La sua innovazione brevettabile era l'eliminazione del suono prodotta da lampade ad arco usate su correnti alternate o pulsanti usando frequenze oltre la percezione dell'udito umano. L'alternatore produceva onde nella banda di Frequenza Molto Bassa (VLF).

### Ricerca continuata e brevetti
Attorno al luglio del 1891, stabilì il suo laboratorio a New York e realizzò vari apparati costruiti che producevano da 15.000 a 18.000 cicli al secondo. In questo sito, accese anche tubi a vuoto senza fili (offrendo così una forte evidenza del potenziale della trasmissioni senza fili). Trasmissione e radiazione di energia di radiofrequenza erano una caratteristica esibita negli esperimenti di Tesla e furono notate presto così da essere usate per la telecomunicazione di informazioni.
Nel 1892, Tesla consegnò una presentazione ampiamente esplicativa prima all'Institution of Electrical Engineers di Londra in cui sottolineò, tra le altre cose, che segnali intelligenti possono essere trasmessi senza fili. Più tardi, una varietà del sistema di radio frequenze di Tesla fu dimostrata durante un'altra lettura ampiamente conosciuta, presentata ad un raduno della Associazione Nazionale della Luce Elettrica a St. Louis, Missouri ed al Franklin Institute di Filadelfia. Secondo l'IEEE l'apparato che lui ha usato conteneva tutti gli elementi che sono stati incorporati in sistemi radio prima dello sviluppo della "valvola ad oscillazione", il primo tubo a vuoto.
Nel 1896 Tesla ricevette segnali senza fili trasmessi dal laboratorio di Houston Street da New York a West Point, ad una distanza di 30 miglia. Il trasmettitore consisteva in un alternatore a radio frequenza e produsse onde continue (non smorzate come tutti i suoi contemporanei allora e più tardi facevano) nella frequenza di 5.000 cicli per secondo. Il ricevitore consisteva in un potente elettromagnete, due grandi condensatori, e filo rigido in acciaio. Il filo era posto dentro il campo magnetico e collegato con i condensatori formando un circuito sintonizzato. Nel 1899 Tesla stabilì una stazione sperimentale in Colorado Springs dove continuò la ricerca nella trasmissione senza fili usando spesso una forma di oscillatore elettrico conosciuto come il trasmettitore d'amplificazione.

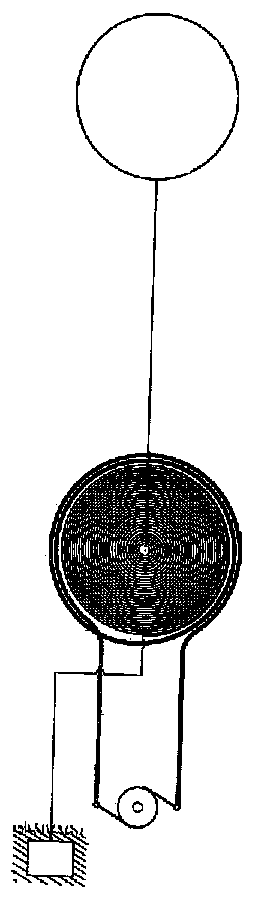
US645576 Transmitter
Un primo trasmettitore di Tesla consistente in un risonatore a spirale piatta a quarto di lunghezza d'onda ed antenna. (Vedere i brevetti di Tesla)

Agli inizi delle sue ricerche Tesla usò il suo trasformatore risonante ad alta tensione -la bobina di Tesla- negli esperimenti di propagazione di onde radio. La parte aerea consisteva di un conduttore elettrico come terminale superiore connesso ad un terminale del trasformatore ad alta tensione, mentre l'altro capo del trasformatore era connesso a terra. L'avvolgimento secondario era guidato da un circuito primario consistente di pochi avvolgimenti di uno spesso cavo, un banco di condensatori, un circuito controllore e un alimentatore a trasformatore. La struttura propagatrice radiava come una comune antenna ad onde hertziane. Parole di Tesla:
Dopo un po' cominciò a preferire un'altra tecnica che chiamò "metodo di carica disturbata di terra ed aria". Il sistema senza fili di Tesla usò lo stesso apparato di base, comunque invece di usare onde elettromagnetiche nello spazio l'energia è portata dalla conduzione di correnti elettriche attraverso la terra e lungo essa assieme ad onde di superficie. In una forma del sistema il percorso di "ritorno" che chiude il circuito è un flusso di corrente elettrica stabilito tra due terminali elevati, uno appartenente al trasmettitore e l'altro al ricevitore. Tutto ciò consisteva nella conduzione di flussi di corrente attraverso il plasma ed anche l'induzione elettrostatica. Ancora una volta in parole di Tesla,
In altre parole, la struttura di Tesla immetteva una grande quantità di corrente alternata nella terra per mezzo di terminali collegati a terra. L'importanza della scoperta di Tesla era il metodo dell'"onda di superficie". La produzione di onde di superficie come descritto da Arnold Sommerfeld e Jonathan Zenneck era la conseguenza parziale dell'aggiunta di un profondo collegamento di terra alla trasmittente. Tesla disse nel 1893 che Uno dei terminali della fonte dovrebbe essere connesso alla Terra [come un collegamento elettrico a terra…] l'altro ad un corpo isolato di grande superficie.
Un piano seppellito a terra e poco profondo o un contrappeso elevato isolato è comunemente usato nella costruzione di antenne radio di bassa e media frequenza ad un quarto di lunghezza d'onda. Ciò portò allo sviluppo dell'Onda di Superficie Norton. Questo metodo permette serie di trasmissioni più lunghe. Molte stazioni AM usano questo stesso principio per migliorare il ricevimento dei loro segnali. Questo permette anche alla moderna antenna AM monopolo ad 1/4 di lunghezza d'onda collegata a terra di essere più pratica per superare le restrizioni imposte dai progettisti delle grandi dimensioni fisiche richieste per queste strutture.
Antenne radio irradiano onde elettromagnetiche che possono giungere al ricevitore sia per propagazione di onda di terra o da rifrazione dalla ionosfera, nota come propagazione di onda spaziale. La componente dell'onda di terra è la porzione dell'onda elettromagnetica irradiata che si propaga vicino alla superficie della terra. Essa ha entrambi i componenti dell'onda diretta e riflessa a terra, e sotto certe condizioni una componente di conduzione troposferica. L'onda diretta è limitata solamente dalla distanza dalla trasmittente all'orizzonte più una piccola distanza aggiunta dalla diffrazione atmosferica attorno alla curvatura della terra. La porzione riflessa a terra dell'onda irradiata giunge all'antenna di recezione dopo essere riflessa dalla superficie della terra. Una porzione dell'energia dell'onda di terra irradiata dall'antenna può essere guidata anche dalla superficie della terra come un'onda di superficie che abbraccia la terra. Nel 1900, Aleksandr Stepanovič Popov affermò, di fronte al Congresso degli Ingegneri Elettrici Russi,

## Il lavoro di Bose
Nel novembre del 1894, il fisico indiano, Jagadish Chandra Bose, dimostrò pubblicamente l'uso di onde radio a Calcutta, ma non era interessato a brevettare il lavoro.  Bose accese polvere da sparo e fece suonare una campana a distanza usando onde elettromagnetiche, dimostrando che si possono inviare segnali per comunicare senza uso di fili. Nel 1896 il Daily Chronicle inglese riportò sui suoi esperimenti UHF: "L'inventore (J.C. Bose) ha emesso segnali ad una distanza di quasi un miglio e qui parte la prima applicazione ovvia e molto preziosa di questa nuova meraviglia teorica." La dimostrazione pubblica del 1895 di Bose a Calcutta fu fatta prima dell'esperimento di Marconi nella piana di Salisbury in Inghilterra del maggio 1897. Sebbene Bose fece questa dimostrazione, Tesla aveva compiuto comunicazioni radio più raffinate prima nel 1892 e 1893.
Bose non fu interessato nelle applicazioni commerciali della trasmittente dell'esperimento. Non tentò di registrare il brevetto per spedire segnali. Nel 1899, Bose annunciò lo sviluppo di un coesore di "ferro-mercurio-ferro con rivelatore telefonico" in un foglio presentato alla Royal Society di Londra. Più tardi lui ricevette il brevetto (EN)  US755,840, United States Patent and Trademark Office, Stati Uniti d'America. americano, "Rilevatore di disturbi elettrici" (1904), per uno specifico ricevitore elettromagnetico. Sebbene non registrato brevetti per la trasmissione, è riconosciuto per aver contribuito allo sviluppo di radio.

## Il lavoro di Marconi

### Primi anni
Marconi intuì che le onde radio potevano essere usate per comunicazioni senza fili.
Il primo apparato di Marconi era uno sviluppo dell'apparato di laboratorio di Hertz in un sistema per comunicare. All'inizio usò una trasmittente per suonare un campanello in un ricevitore nel suo laboratorio in soffitta. Condusse poi fuori i suoi esperimenti sul terreno di famiglia vicino a Bologna, per comunicare oltre. Sostituì il dipolo verticale di Hertz con un filo verticale collegato a una lastra di metallo, con il terminale opposto connesso a terra (antenna di Tesla). Dalla parte del ricevitore, Marconi sostituì lo spinterometro con un coesore di polvere di metallo, un rivelatore sviluppato da Édouard Branly e altri sperimentatori. Marconi emise segnali radio alla distanza di un miglio alla fine del 1895.
La reputazione di Marconi è basata su questi lavori nelle comunicazioni radio e sull'aver commercializzato un sistema pratico. Le sue dimostrazioni dell'uso della radio per comunicazioni senza fili, dotando navi di un sistema di comunicazione senza fili salva-vita, stabilendo il primo servizio radio transatlantico, e costruendo le prime stazioni per il servizio a onde corte britannico, hanno segnato il suo posto nella storia. Marconi e la sua società non erano in campo da soli; la principale competizione venne da scienziati tedeschi che lavorarono per le basi della società della Telefunken (in cui prima Karl Ferdinand Braun e poi Nikola Tesla assistettero nel costruire).
Il Brevetto Marconi (EN)  US586,193, United States Patent and Trademark Office, Stati Uniti d'America. (il 13 luglio 1897, e ristampa RE11,913) include un sistema di due-circuiti per la trasmissione e ricevimento di "onde hertziane" (sebbene lui ammise erroneamente più tardi che nei primi sistemi senza fili le "onde non si propagano nella stessa maniera come la radiazione libera di un oscillatore hertziano classico, ma scivola lungo la superficie della terra"). La trasmittente era un circuito di antenna, con una piastra aerea e una connessa a terra e uno spinterometro. Segnali indotti nel circuito generavano una scarica attraverso uno spinterometro, producendo oscillazioni che si irradiavano. Il ricevitore conteneva un circuito di antenna, una piastra aerea e una piastra connessa a terra, e un coesore. L'apparato di Marconi doveva essere risonante (chiamato comunemente da vari ricercatori del tempo ‘sintonico’). Questo era fatto dalla determinazione accurata della dimensione delle piastre aeree.

### L'esperimento di Poldhu

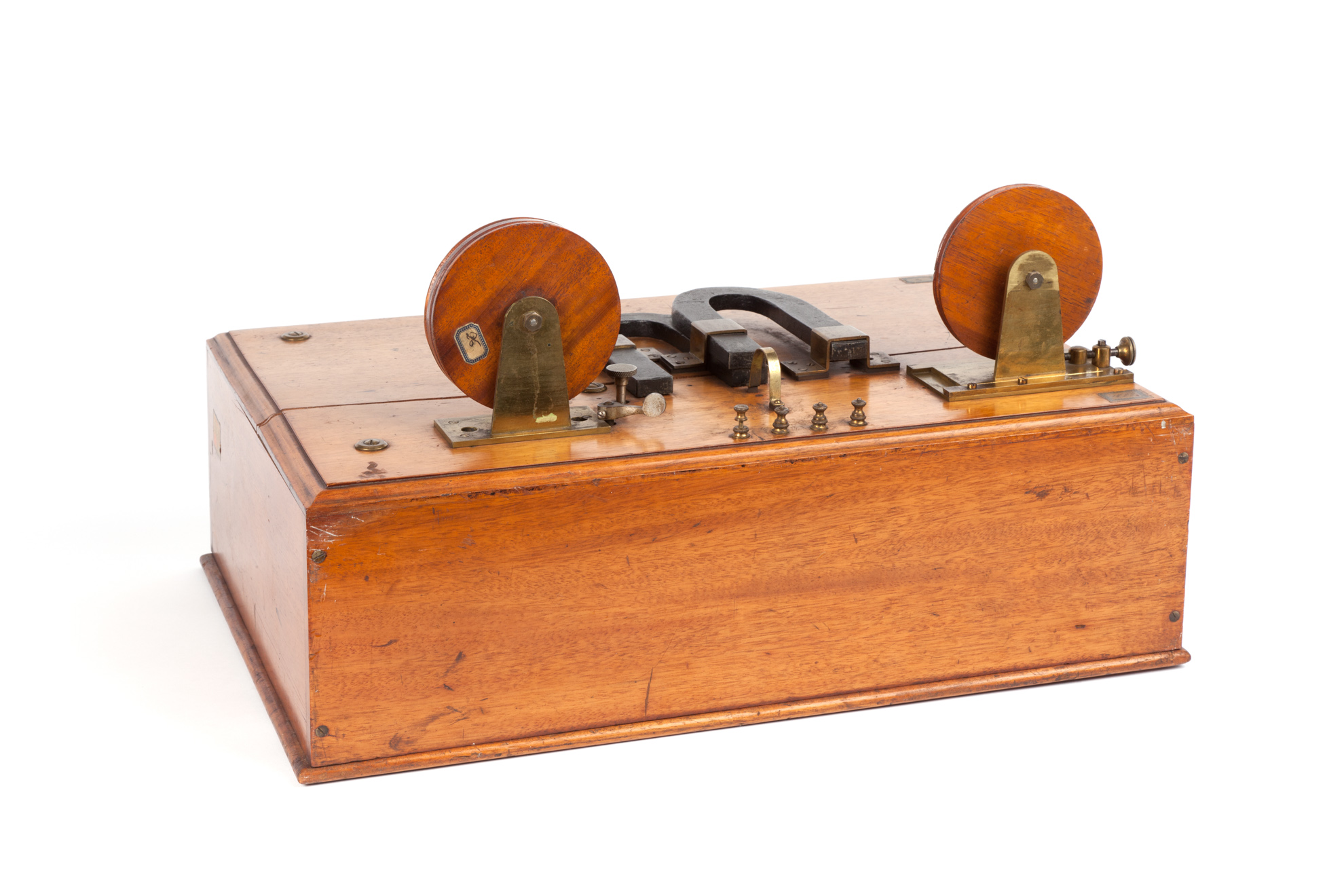
Detector magnetico Marconi utilizzato nella campagna sperimentale a bordo della Carlo Alberto nell'estate del 1902. Esposto al Museo nazionale della scienza e della tecnologia Leonardo da Vinci di Milano.

Nel 1901, Marconi rivendicò di aver ricevuto segnali transatlantici in radiofrequenza di giorno a una lunghezza d'onda di 366 metri (820 kHz). Le prime trasmittenti a spinterometro possono essere state largamente sintonizzate e la trasmittente di Poldhu può aver irradiato energia sufficiente in quella parte dello spettro per una trasmissione transatlantica, se Marconi avesse usato un ricevitore non sintonizzato quando disse di avere ricevuto il segnale transatlantico a Terranova nel 1901. Quando poi usò un ricevitore sintonizzato a bordo della SS Filadelfia nel 1902, poteva ricevere solamente segnali da Poldhu di giorno, a una distanza di 700 miglia, meno di metà della distanza da Poldhu a Terranova. Di notte riportò di aver ricevuto molte volte i segnali, e le sue trasmissioni transatlantiche riuscite da Baia Glacé, Nuova Scozia nel 1902 furono fatte di notte. Marconi fondò più tardi la Società Marconi e ricevette il Nobel per la fisica (1909) con Karl Ferdinand Braun.
La rivendicazione della trasmissione del 1901 di Marconi da Poldhu a Newfoundland è stata criticata. Critici affermano che è più probabile che Marconi ricevette deboli disturbi atmosferici di elettricità statica atmosferica nell'esperimento del 1901. Per la stazione trasmittente in Poldhu, Cornwall usò una trasmittente a spinterometro che poteva produrre segnali solo sotto le frequenze medie e con livelli di potenza alti (una potenza massima in media di 35 chilowatt, ma con picchi dovuti a impulsi della potenza dei megawatt). La comunicazione ricevuta era la lettera morse 'S' - tre punti. Il Dr Jack Belrose ha recentemente contestato ciò, comunque basato su un lavoro teorico così come una rivisitazione dell'esperimento; egli crede che Marconi sentì solo rumore atmosferico e lo confuse per un segnale. Ci sono vari storici della scienza che sono d'accordo con Jack Belrose (oltre che da sostenitori di Tesla) che non ci fu un ponte radio sull'Atlantico nel 1901, ma altri storici hanno deciso che questa era la prima trasmissione radio trans-atlantica.

## Decisione della Corte
Nel 1943 una causa riguardo a 4 brevetti radio di Marconi fu risolta dalla Corte Suprema Americana che rovesciò i diritti della maggior parte di essi. A quel tempo, l'Esercito degli Stati Uniti d'America fu coinvolto in una denuncia di infrazione di brevetti con la società Marconi riguardo alla radio.
La decisione della corte fu basata sul lavoro precedente provato condotto da altri, come da Tesla, Oliver Lodge e John Stone Stone su cui alcuni dei brevetti di Marconi (come il brevetto (EN)  US763,772, United States Patent and Trademark Office, Stati Uniti d'America.) sono basati. La Corte Suprema USA ha affermato che:
Prendendo questa decisione la corte notò che:

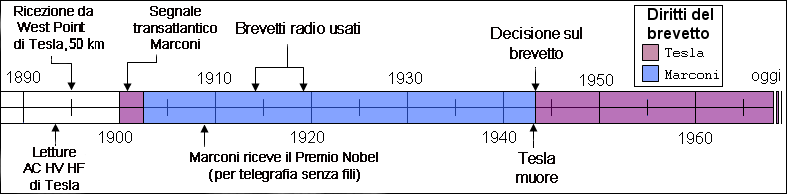
I diritti del brevetto negli anni

### Caso per Marconi
I sostenitori di Marconi pensano che non fosse al corrente dei lavori di Nikola Tesla negli Stati Uniti. Tuttavia, è improbabile che Marconi non sapesse delle esposizioni di Tesla. Entrambi i saggi, infatti, Sulla Luce ed altri Fenomeni ad Alta Frequenza (Philadelphia/St. Louis; Franklin Institute del 1893) ed Esperimenti con Correnti Alternate ad Alto Potenziale ed Alta Frequenza (London; 1892) furono pubblicati in tutto il mondo. La presentazione di Tesla del 1893 all'Istituto Franklin fu pubblicata attraverso l'America (in giornali come The Century Magazine) e in tutta Europa. Tesla fece anche una dimostrazione pubblica del suo lavoro, come quella del battello radio comandato contenente coesori rotanti (più sensibili di quelli fissi dei suoi contemporanei) che permettevano una sicura comunicazione tra il trasmettitore e il ricevitore. Va detto però che Marconi affermò al contrario di aver preso spunto dai lavori dei fisici Augusto Righi e Rudolph Hertz, affermando di non aver mai letto i lavori di Tesla.
I progetti di Tesla si concentravano sulla trasmissione di onde elettromagnetiche continue (CW) per ottenere trasmissioni di segnali e anche di energia. Quelli successivi di Marconi si basavano sulla trasmissione di segnali Morse tramite onde smorzate (DW) e quindi producevano segnali con interferenze e difficili da sintonizzare. Sono progetti differenti che "si suppone non possono essere opera di semplice copia".

### Caso contro Marconi
Nel 1895, Marconi introdusse al pubblico un apparecchio a Londra affermando che fosse una sua invenzione. A contrario delle affermazioni di Marconi l'apparato ricorda le descrizioni di Tesla in articoli tradotti in tutto il mondo. Il sistema a quattro circuiti sintonizzati di Marconi fu anticipato da Nikola Tesla, Oliver Lodge e John Stone Stone. Tra questi si ritiene che Tesla sia stato il primo a esporre i principi del sistema a quattro circuiti sintonizzati. I precedenti sistemi a due circuiti non erano utili per finalità  commerciali dato che la portata era limitata a causa di una limitata potenza. Oltre a ciò altri lavori furono condotti da altri (come Heinrich Rudolf Hertz, Karl Ferdinand Braun e altri) da cui gli apparecchi e i metodi di Marconi e Tesla sono derivati. Il brevetto (EN)  US676332, United States Patent and Trademark Office, Stati Uniti d'America. di Marconi apparato per telegrafia senza fili 1901, in cui un sistema più complesso fu impiegato rispetto ai primi brevetti, fu consegnato grazie al contributo fatto da altri scopritori. Il segnale di Marconi della fine del 1895 era di circa un miglio. Ben poca cosa rispetto ai 50 km di Tesla dei primi mesi del 1895.

### Caso per Tesla
Nikola Tesla fu il primo a richiedere i diritti per la trasmissione di potenza elettrica via radio:
- (EN)  US645576, United States Patent and Trademark Office, Stati Uniti d'America. "Sistema di Trasmissione di Energia Elettrica" 20 marzo 1900, presentato il 2 settembre 1897.
- (EN)  US649621, United States Patent and Trademark Office, Stati Uniti d'America. "Apparato per la Trasmissione di Energia Elettrica" 15 maggio 1900, presentato il 19 febbraio 1900.

Il sistema di Tesla può produrre una varietà di propagazioni d'onda che dipendono dall'apparato guida. Egli riteneva che il suo sistema senza fili fosse migliore degli altri sistemi radio perché le onde elettromagnetiche trasversali (la cui caratteristica dipende dalla loro lunghezza d'onda) sarebbero diminuite di intensità quando emesse dal trasmettitore (secondo l'inverso del quadrato della distanza), rendendo inutile l'uso a enormi distanze. Mentre le onde elettromagnetiche longitudinali (come quelle che si propagano nel plasma) attraverso il mezzo naturale (terra o aria) potevano essere usate come egli teorizzò praticamente senza perdite. Le sue apparecchiature possono essere impiegate per produrre sia onde trasversali sia longitudinali.
C'è poi anche la rilevanza della dimostrazione di Tesla del battello radiocomandato (con i suoi coesori rotanti) così come le sue pubbliche letture dimostrative. Oltre ai suoi intenti di trasmettere segnali di intelligenza senza fili propose anche di trasmettere potenza elettrica attraverso conduzione elettrica nella terra e nell'alta atmosfera così come fra entrambi i mezzi (nella regione fra la terra e la ionosfera, conosciuta come la cavità risonante di Schumann). Questa trasmissione di potenza non impiegava le onde hertziane ma onde stazionarie di superficie (onde Zenneck). Il trasmettitore senza fili proposto da lui utilizzava un trasformatore risonante per applicare una tensione molto alta di alta frequenza fra la terra e un grande conduttore elevato, come discusso nei primi tempi.

### Caso contro Tesla
Tesla non completò il suo "sistema mondiale senza fili" a causa di difficoltà economiche. I costi andarono oltre le previsioni e lo fermarono dal completare la Wardenclyffe Tower (una "torre stazione senza fili") che costruì nei primi del Novecento in Shoreham a Long Island, New York. Non riuscì quindi a mettere a punto un sistema radiofonico completamente funzionante.
Da precisare inoltre la sentenza emessa in suo favore dalla corte americana del 1943 non viene riconosciuta da nessun altro stato non U.S.A. 

## Cronologia
L'identità dell'invenzione della radio, chiamata al tempo telegrafia senza fili, è oggetto d contenzioso. L'invenzione chiave per la realizzazione "trasmissione senza fili di dati usando l'intera frequenza dello spettro" è stata attribuita a vari inventori e ricercatori. Sotto uno schema di importanti eventi individuali relativi allo sviluppo della radio.